# Дърлевци
Дърлевци е село в Северна България. То се намира в община Елена, област Велико Търново.

## География
Махала Дърлевци се намира в полупланински район, предпланините северно от Стара Планина, надморска височина от 480 до 550 метра.

## История
Малката махала Дърлевци, носеща името на рода Дърлеви, е разположена почти на билото на Предбалкана, 9 км северно от гр. Елена и 8 км по права линия, южно от гр. Златарица. До нея се стига от гр. Елена през с. Блъсковци – с. Търкашени – по черен път.
Първоначалното място на махалата е било на около поляната в местността, обозначена по топографската карта като „Камъка“ (сегашно местно наименование „Черешата“, по името на една вековна череша). След преместването на махалата на сегашното място тази местност е останала като оброчно място, неясно докога. Датировката на първия гроб в сегашното място на махалата (1812 г.) – сочи като възможен конкретен мотив за преместването последната голяма чумна епидемия от 1795 г.
В махалата никога не са живели повече от 70 души, през 1964 г. в махалата е имало 23 къщи и 64 жители. Децата са посещавали училище: 5 км пеша всеки ден до училището в Блъсковци, още толкова на връщане. След 60-те години на миналия век лека полека махалата се обезлюдява. На отсрещния хълм през долината на Еленската река е махалата Мъжлевци, която е изоставена и през 60-те е заличена като селище
В книгата си „Еленски летопис“, 2001, документалистът Христо Станев пише: „Балканджиите са живели в недоимък и несгоди, понасяли са мъжествено изпитанията на суровите природни условия, но са притежавали волен и непреклонен дух. Често не им стигал хлябът, парите, за това са скитали по гурбет, но без духовност, без църкви, училища и читалища не са оставали...“.
От рода Дърлеви към 2003 г. са известни около 560 души.

## Други

### Фото галерия
- Махала Дърлевци
- Махала Дърлевци
- Селският казан за варене на ракия